# Melasina stupens
Melasina stupens är en fjärilsart som beskrevs av Hans Daniel Johan Wallengren 1875. Melasina stupens ingår i släktet Melasina och familjen säckspinnare. Inga underarter finns listade i Catalogue of Life.